# Amauromyza aliena
Amauromyza aliena är en tvåvingeart som beskrevs av Malloch 1914. Amauromyza aliena ingår i släktet Amauromyza och familjen minerarflugor. Inga underarter finns listade i Catalogue of Life.